# Lenny White

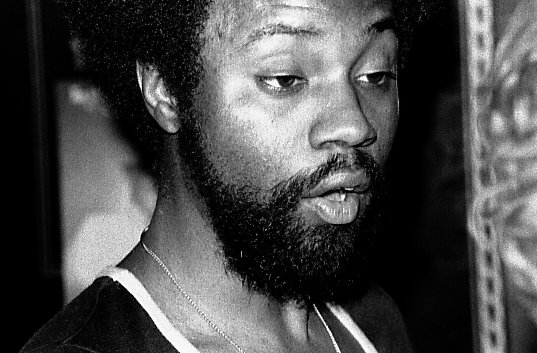
Lenny White

Lenny White, eigentlich: Leonard White III (* 19. Dezember 1949 in New York) ist ein US-amerikanischer Jazz-Rock-Schlagzeuger. Am bekanntesten wurde er als Drummer der Band Return to Forever von Chick Corea.
Er brachte sich als Jugendlicher das Spielen selbst bei, trat dann in einigen lokalen Bands auf, gehörte mit George Cables und Clint Houston zur Hausband von Slug’s Saloon, bevor er in den späten 1960er Jahren regelmäßig bei Jackie McLean mitspielte. 1969 spielte er bei Miles Davis auf dem Album Bitches Brew mit, das direkt im Anschluss an das Woodstock-Festival in nur drei Tagen aufgenommen wurde. Das Album war sehr ungewöhnlich, wurde kontrovers diskutiert, verkaufte sich allerdings überragend und gilt heute als die Keimzelle der Fusion-Musik.
1973 ging er zur Band Return to Forever. Als sich die Gruppe 1976 auflöste, begann seine Karriere als Bandleader. Er hat seitdem mehr als dreizehn Alben produziert, die allerdings nicht an seine großen Erfolge mit Miles Davis und Chick Corea anknüpfen konnten.
White hat im Laufe seines Schaffens mit vielen bekannten Jazz-Musikern gespielt, unter anderem Geri Allen (The Gathering 1998), Freddie Hubbard, Joe Henderson, Woody Shaw, Gato Barbieri, Gil Evans, Andrew Hill, Stanley Clarke, Hiromi Uehara, Jaco Pastorius und Stan Getz, 2019 mit Charles Tolliver (Connect). Zu hören ist er auch auf Gerald Cannons Album Live at Dizzy’s Club: The Music of Elvin & McCoy (2024).
Im Jahr 1990 war er an der Musik für den Film House Party beteiligt.

## Diskographische Hinweise
- 1975: Venusian Summer (Nemperor)
- 1976: Big City (Nemporer)

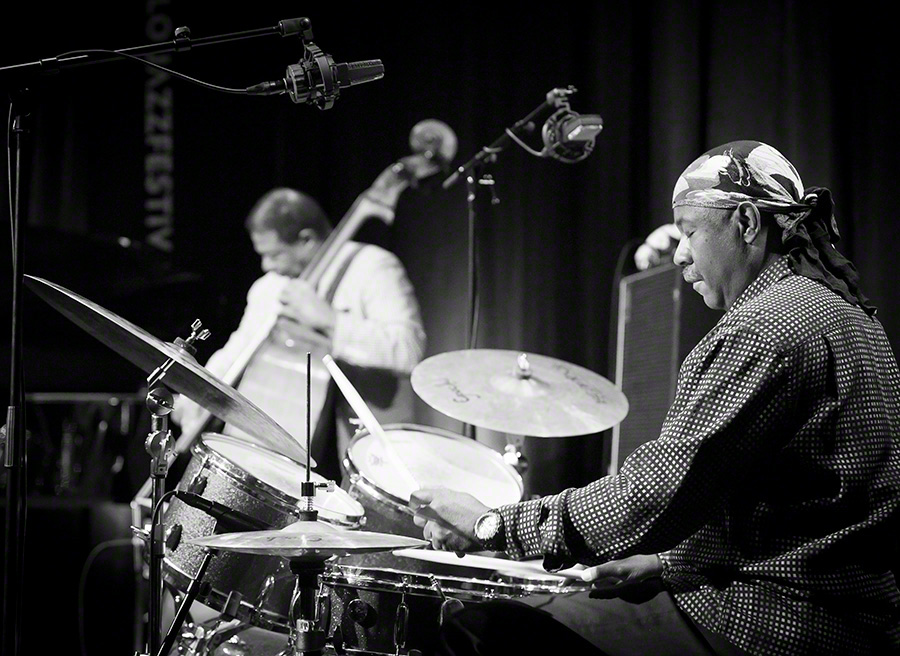
Lenny White, Oslo Jazzfestival 2016

- 1977: The Adventures of Astral Pirates (Elektra)
- 1978: Streamline (Elektra)
- 1979: Best of Friends (Elektra)
- 1980: 29 (Elektra)
- 1983: Attitude (Wounded Bird)
- 1983: In Clinic (DCI)
- 1995: Present Tense (Hip Bop/Koch)
- 1996: Renderers of Spirit (Hip Bop Essence)
- 1999: Edge (Hip Bop Essence)
- 2002: Collection (Hip Bop)
- 2004: Tribute to Earth, Wind, and Fire (Trauma)
- 2009: Jazz in the Garden (Stanley Clarke Trio mit Hiromi und L. W, Heads Up)
- 2010: Anomaly (Abstract Logigx)